# Francesca Mari
Pour les articles homonymes, voir Mari.
Francesca Mari est une joueuse italienne de volley-ball née le 30 mars 1983 à Rome. Elle mesure 1,82 m et joue au poste de passeuse. 

## Clubs
| Club                   | Pays   | De           | À         |
| ---------------------- | ------ | ------------ | --------- |
| Aster Roma             | Italie | 1997-1998    | 1997-1998 |
| Pall. Castronno        | Italie | 1998-1999    | 1998-1999 |
| Casal dé Pazzi         | Italie | 1999-2000    | 2000-2001 |
| Volley 2000 Spezzano   | Italie | 2001-2002    | 2001-2002 |
| Sartori Padova         | Italie | 2002-2003    | 2002-2003 |
| Terra Sarda Tortolì    | Italie | 2003-2004    | 2003-2004 |
| Caoduro Cavazzale      | Italie | 2004-2005    | 2004-2005 |
| Bigmat Kerakoll Chieri | Italie | 2005-2006    | 2005-2006 |
| Lamaro Appalti Roma    | Italie | 2006-2007    | 2006-2007 |
| Monterotondo           | Italie | 2007-2008    | 2007-2008 |
| Volley Bellinzona      | Suisse | 2008-2009    | 2008-2009 |
| Scavolini Pesaro       | Italie | 2009-2010    | 2010-2011 |
| RDM Pomezia            | Italie | 2011-2011    | 2011-2011 |
| Universal Modena       | Italie | 2011-2012    | 2012-2013 |
| Beng Rovigo Volley     | Italie | janvier 2013 | …         |

## Palmarès
- Championnat d'Italie
  - Vainqueur : 2010.
- Supercoupe d'Italie
  - Vainqueur: 2009, 2010.